# Misuzulu Sinqobile kaZwelithini
Misuzulu Sinqobile kaZwelithini, né le 23 septembre 1974 à Hlabisa en Afrique du Sud, est roi de la Nation zouloue depuis 2021. Il succède à son père, Goodwill Zwelithini kaBhekuzulu, deux mois après sa mort, survenue le 12 mars 2021,.

## Biographie
Fils du roi Goodwill Zwelithini kaBhekuzulu et de la reine Mantfombi, sœur du roi Mswati III d'Eswatini, favorite du roi et troisième femme de Goodwill. 
Sa légitimité au trône est contestée par la première épouse du défunt roi et son clan. Un recours de dernière minute pour tenter d’empêcher le couronnement a échoué.
Il est intronisé officiellement le 20 août 2022 après avoir tué un lion et passé une nuit dans un enclos a bétail du palais de KwaKhangelamankengane, à Nongoma, où se tient une cérémonie secrète.
L'un de ses proches conseillers meurt dans des circonstances suspectes en juillet 2023, un empoisonnement est craint. 